# Lyda Salmonova
Lyda Salmonova (Praga, 14 luglio 1889 – Praga, 7 novembre 1968) è stata un'attrice ceca del cinema muto.

## Biografia
Era sposata con l'attore Paul Wegener con il quale interpretò numerose pellicole. Il loro matrimonio durò fino alla morte di lui, il 13 settembre 1948.
Negli anni 30, dopo aver lasciato il cinema, divenne insegnante di recitazione all'UFA. Alla fine della seconda guerra mondiale tornò a vivere a Praga la sua città natale.

## Filmografia
- Lo studente di Praga (Der Student von Prag), regia di Stellan Rye e Paul Wegener (1913)
- Die ideale Gattin (1913)
- Der Verführte, regia di Max Obal, Stellan Rye e Carl Ludwig Schleich (1913)
- Kadra Sâfa, regia di Stellan Rye (1914)
- Evinrude, regia di Stellan Rye (1914)
- Der Schatz des Abdar Rahmann, regia di Max Obal (1914)
- Die Löwenbraut, regia di Max Obal (1914)
- Der Golem, regia di Henrik Galeen (1915)
- Die Rache des Blutes, regia di Emil Albes (1915)
- Peter Lump, regia di William Wauer (1916)
- Rubezahl's Hochzeit, regia di Rochus Gliese e Paul Wegener (1916)
- Der Yoghi, regia di Rochus Gliese, Paul Wegener (1916)
- Hans Trutz nel paese di cuccagna (Hans Trutz im Schlaraffenland), regia di Paul Wegener (1917)
- Der Golem und die Tänzerin, regia di Rochus Gliese e Paul Wegener (1917)
- Apokalypse, regia di Rochus Gliese (1918)
- Der Rattenfänger von Hameln, regia di Paul Wegener (1918)
- Der fremde Fürst, regia di Paul Wegener (1918)
- Malaria, regia di Rochus Gliese (1919)
- Der Galeerensträfling, regia di Rochus Gliese e Paul Wegener (1919)
- Die Tänzerin Barberina, regia di Carl Boese (1920)
- Il Golem - Come venne al mondo (Der Golem, wie er in die Welt kam), regia di Carl Boese (1920)
- Steuermann Holk, regia di Rochus Gliese e Ludwig Wolff (1920)
- Der fliegende Tod, regia di Alfred Tostary (1920)
- Der verlorene Schatten, regia di Rochus Gliese (1921)
- Brennendes Land, regia di Heinz Herald (1921)
- Der Wahn des Philipp Morris, regia di Rudolf Biebrach (1921)
- Irrende Seelen, regia di Carl Froelich (1921)
- Die Diamentenkonkurrenz, regia di Trude Santen (1921)
- Theonis, la donna dei faraoni (Das Weib des Pharao), regia di Ernst Lubitsch (1922)
- Jenseits des Stromes, regia di Ludwig Czerny (1922)
- Lucrezia Borgia, regia di Richard Oswald (1922)
- Monna Vanna, regia di Richard Eichberg (1922)
- Herzog Ferrantes Ende, regia di Paul Wegener e, non accreditato, Rochus Gliese (1922)
- Das Liebesnest 1, regia di Rudolf Walther-Fein (1922)
- S.O.S. Die Insel der Tränen, regia di Lothar Mendes (1923)